# Pordim
Pordim (in bulgaro Пордим?) è un comune bulgaro situato nella Regione di Pleven di 7 107 abitanti (dati 2009). La sede comunale è nella località omonima

## Località
Il comune è formato dall'insieme delle seguenti località:
- Pordim (sede comunale)
- Borislav
- Kamenec
- Katerica
- Odărne
- Totleben
- Vălčitrăn
- Zgalevo